# 王女
王女（おうじょ）は、国王あるいは国王と同様の君主の娘の呼称。英語のプリンセス（Princess）の訳語として、王族の女性一般に使用されることもある。例えばモナコ公国の君主（大公もしくは公）の娘は公女・姫と呼ばれるのが正確であるが、一般的に王女とも呼ばれる。

## 皇女
皇帝、天皇の娘の場合は皇女と呼ばれる。